# Agnes Nixon
Agnes Nixon (Chicago, 10 de dezembro de 1927 – Haverford, Pensilvânia, 28 de setembro de 2016) foi uma escritora e produtora de televisão americana. Ela é mais conhecida por criar as novelas One Life to Live e All My Children, sendo a  produtora executiva de ambas as produções em todos os episodios durante muitos anos; em One Life to Live (1968-1973) e All My Children (1970-1981).
Morreu em 28 de setembro de 2016, aos 88 anos.